# 飛集點岩
68°35′S 68°19′W / 68.583°S 68.317°W
飛集點岩（Flyspot Rocks），是南極洲的岩石，位於葛拉漢地的法利埃海岸，處於大地群島西北面26公里的瑪格麗特灣，海拔高度35米，現時由南極條約體系管理。